# Luziola bahiensis
Luziola bahiensis är en gräsart som först beskrevs av Ernst Gottlieb von Steudel, och fick sitt nu gällande namn av Albert Spear Hitchcock. Luziola bahiensis ingår i släktet Luziola och familjen gräs. Inga underarter finns listade i Catalogue of Life.